# Штитаре (Крушевац)
Штитаре је насељено место града Крушевца у Расинском округу. Према попису из 2022. било је 362 становника (према попису из 1991. било је 615 становника).

## Демографија
У насељу Штитаре живи 435 пунолетних становника, а просечна старост становништва износи 43,5 година (42,3 код мушкараца и 44,8 код жена). У насељу има 146 домаћинстава, а просечан број чланова по домаћинству је 3,66. Село је добило име по штитовима који су прављени за цара Лазара.
Ово насеље је у потпуности насељено Србима (према попису из 2002. године).
|  |

| Демографија | Демографија | Демографија |
| Година      | Становника  | Становника  |
| ----------- | ----------- | ----------- |
| 1948.       | 643         |             |
| 1953.       | 660         |             |
| 1961.       | 648         |             |
| 1971.       | 628         |             |
| 1981.       | 610         |             |
| 1991.       | 615         | 576         |
| 2002.       | 535         | 581         |

| Етнички састав према попису из 2002.‍ | Етнички састав према попису из 2002.‍ | Етнички састав према попису из 2002.‍ | Етнички састав према попису из 2002.‍ | Етнички састав према попису из 2002.‍ |
| ------------------------------------ | ------------------------------------ | ------------------------------------ | ------------------------------------ | ------------------------------------ |
|                                      |                                      |                                      |                                      |                                      |
| Срби                                 | Срби                                 |                                      | 535                                  | 100,0%                               |
| непознато                            | непознато                            |                                      | 0                                    | 0,0%                                 |

| Година пописа     | 1948. | 1953. | 1961. | 1971. | 1981. | 1991. | 2002. |
| ----------------- | ----- | ----- | ----- | ----- | ----- | ----- | ----- |
| Број домаћинстава | 115   | 123   | 140   | 159   | 150   | 153   | 146   |

| Број чланова      | 1  | 2  | 3  | 4  | 5  | 6  | 7 | 8 | 9 | 10 и више | Просек |
| ----------------- | -- | -- | -- | -- | -- | -- | - | - | - | --------- | ------ |
| Број домаћинстава | 20 | 38 | 24 | 16 | 14 | 18 | 7 | 7 | 1 | 1         | 3,66   |

| Пол    | Укупно | Неожењен/Неудата | Ожењен/Удата | Удовац/Удовица | Разведен/Разведена | Непознато |
| ------ | ------ | ---------------- | ------------ | -------------- | ------------------ | --------- |
| Мушки  | 231    | 54               | 147          | 22             | 5                  | 3         |
| Женски | 227    | 34               | 150          | 39             | 4                  | 0         |
| УКУПНО | 458    | 88               | 297          | 61             | 9                  | 3         |

| Пол    | Укупно                    | Пољопривреда, лов и шумарство | Рибарство                            | Вађење руде и камена | Прерађивачка индустрија       |
| ------ | ------------------------- | ----------------------------- | ------------------------------------ | -------------------- | ----------------------------- |
| Мушки  | 111                       | 27                            | 0                                    | 0                    | 37                            |
| Женски | 47                        | 14                            | 0                                    | 0                    | 13                            |
| УКУПНО | 158                       | 41                            | 0                                    | 0                    | 50                            |
| Пол    | Производња и снабдевање   | Грађевинарство                | Трговина                             | Хотели и ресторани   | Саобраћај, складиштење и везе |
| Мушки  | 0                         | 13                            | 8                                    | 1                    | 15                            |
| Женски | 0                         | 0                             | 6                                    | 1                    | 1                             |
| УКУПНО | 0                         | 13                            | 14                                   | 2                    | 16                            |
| Пол    | Финансијско посредовање   | Некретнине                    | Државна управа и одбрана             | Образовање           | Здравствени и социјални рад   |
| Мушки  | 1                         | 0                             | 4                                    | 3                    | 1                             |
| Женски | 0                         | 2                             | 2                                    | 4                    | 4                             |
| УКУПНО | 1                         | 2                             | 6                                    | 7                    | 5                             |
| Пол    | Остале услужне активности | Приватна домаћинства          | Екстериторијалне организације и тела | Непознато            | Непознато                     |
| Мушки  | 0                         | 0                             | 0                                    | 1                    | 1                             |
| Женски | 0                         | 0                             | 0                                    | 0                    | 0                             |
| УКУПНО | 0                         | 0                             | 0                                    | 1                    | 1                             |